# 什拉布 (加利福尼亞州)
什拉布（英語：Shrub）是位於美國加利福尼亞州埃爾多拉多縣的一個非建制地區。該地的面積和人口皆未知。

## 地理
什拉布的座標為38°34′33″N 120°57′17″W / 38.57583°N 120.95472°W，而該地的平均海拔高度為318米（即1043英尺）。